# The Cross (Prince)
"The Cross" is een nummer van de Amerikaanse artiest Prince. Het nummer verscheen als de veertiende track op zijn dubbelalbum Sign o' the Times uit 1987.

## Achtergrond
"The Cross" is geschreven en geproduceerd door Prince, die ook alle instrumenten op het nummer speelt. Het is een van de meest spirituele nummers van Prince en gaat over de opname van de gemeente, waarin Jezus Christus gelovigen voorafgaand aan het einde van de wereld opneemt in de hemel. In de regel "don't cry, for He's coming, don't die without knowing the cross" uit het eerste couplet wordt dit nader benoemd. Jezus wordt niet een keer bij naam genoemd, maar het kruis staat symbool voor zowel Zijn aanwezigheid als offer.
"The Cross" werd op 13 juli 1986 opgenomen en was oorspronkelijk bedoeld voor zijn dubbelalbum Dream Factory, dat nooit verscheen. Het werd daarna opgenomen op de tracklist van het driedubbelalbum Crystal Ball, dat eveneens nooit uitkwam. Uiteindelijk kwam het terecht op het dubbelalbum Sign o' the Times. Tevens werd het als afsluiter uitgevoerd tijdens de gelijknamige film - "It's Gonna Be a Beautiful Night" was de oorspronkelijke concertafsluiter, maar wisselde van plaats met "The Cross". Het nummer werd enkel in Zuid-Afrika als single uitgebracht met "Adore" als B-kant, maar werd geen hit.
"The Cross" werd in 1996 opnieuw uitgebracht op het compilatiealbum Girl 6, uitgebracht ter promotie van de gelijknamige film van Spike Lee. Nadat Prince zich bekeerde tot Jehova's getuige, veranderde hij de titel van het nummer tijdens live-optredens naar "The Christ", overeenkomend met zijn nieuwe overtuiging dat Jezus niet op een kruis, maar op een stauros, een enkele paal in de grond, stierf.

## NPO Radio 2 Top 2000
| Nummer met noteringen in de NPO Radio 2 Top 2000 | '16  | '17  | '18  | '19  | '20  | '21  | '22  | '23  | '24  |
| ------------------------------------------------ | ---- | ---- | ---- | ---- | ---- | ---- | ---- | ---- | ---- |
| The Cross                                        | 1658 | 1974 | 1634 | 1367 | 1422 | 1741 | 1861 | 1889 | 1797 |

1. ↑  Een vetgedrukt getal geeft de hoogste notering aan.
2. ↑  2016 was het eerste jaar met een notering voor dit nummer.